# Муваталли (царь Куммуха)
Муваталли (также Муталли и Муталлу; умер не ранее 709 до н. э. или 708 до н. э.) — последний царь сиро-хеттского царства Куммух (упоминается в 713/711—709/708 годах до н. э.).

## Биография
Муваталли известен только из ассирийских источников, в которых он на аккадским языке назван Муталли или Муталлу. Не исключено, что он был непосредственным преемником предыдущего известного царя Куммуха Кушташпи, правление которого датируется приблизительно 750—732 годами до н. э. Однако возможно, что между ними престол занимал ещё какой-то правитель. Предполагается, что Муваталли и его предки могли быть потомками монархов Хеттского царства. В пользу этого свидетельствуют ономастические данные, так как сам Муваталли, а также некоторые из его предшественников на престоле — Хаттусили I (в ассирийских источниках — Катазилу; упоминается в 866—857 годах до н. э.), Суппилулиума (в ассирийских источниках — Ушпилулуме; упоминается в 805—773 годах до н. э.) и Хаттусили II (правил в середине VIII века до н. э.) — носили имена наиболее прославленных хеттских царей.
Муваталли был верным вассалом ассирийцев, возможно, начиная со свержения теми Кушташпи. За свою преданность он даже был вознаграждён Саргоном II, предположительно в период с 713 по 711 год до н. э. получив после свержения ассирийцами правителя Камману Тархунази столицу уничтоженного царства, город Мелид (современное городище Арслантепе), в то время как остальные территории стали частью одной из ассирийских провинций. Приобретённые Муваталли территории находились к югу от его царства. Предполагается, что правитель Куммуха получил и какие-нибудь другие владения: например, земли вблизи Зенджирли и город Лутибу (возможно, современный Сакчагёзю) в бывшем царстве Самаль. Вероятно, Саргон II возложил на Муваталли важную задачу: защиту границ Ассирии от вторжений врагов из Фригии и Урарту.
После свержения Саргоном II около 711 года до н. э. царя Гургума Муваталли III, Куммух остался единственным сиро-хеттским царством к западу от Евфрата: все остальные существовавшие здесь государства к этому времени были ликвидированы, а их территории включены в состав Ассирии.
Однако уже через несколько лет Муваталли восстал против ассирийцев. В написанном от имени Саргона II тексте царь Куммуха — «злой хетт» — обвинялся в сговоре с правителем Урарту Аргишти II. В ответ на мятеж ассирийское войско в тринадцатый год правления Саргона II (то есть в 709 или 708 году до н. э.) вторглось в Куммух, разорили страну, разграбило 62 находившихся здесь больших города и захватило её столицу, депортировав бо́льшую часть подданных Муваталли (включая членов его семьи) в Вавилонию. Самому куммухскому царю удалось бежать. Дальнейшая судьба Муваталли неизвестна: возможно, он нашёл убежище в Урарту. Куммух был присоединён к Ассирии: заселённый выходцами из жившего в Южной Месопотамии халдейского племени Бит-Якин вместе с Мелидом он стал частью одной из ассирийских провинций. Её управляющим был назначен туртан (turtānu šumēlu), в подчинении которого находился большой отряд ассирийских воинов, включавший 150 боевых колесниц, 1500 всадников, 20 000 лучников и 10 000 тяжеловооружённых пехотинцев.
Таким образом, с включением Куммуха в состав владений Саргона II было ликвидировано последнее сиро-хеттское царство. В статусе провинции эти территории просуществовали до самого падения Ассирии в конце VII века до н. э. Позднее здесь возникло царство Коммагена, первые правители которой, возможно, были потомками царей Куммуха. О властителях Мелида неизвестно до 675 года до н. э., когда в источниках впервые был упомянут царствовавший здесь Мугаллу.
Предполагается, что Муваталли изображён на «статуе из Арслантепе» (одной из скульптур из Малатьи). Это единственная известная статуя из Куммуха, снабжённая надписью. Ещё одним возможным скульптурным портретом Муваталли считают статую, найденную в Сакчагёзю.

## Комментарии
1. ↑  Р. Груссе датировал поход Саргона II в Куммух 707 годом до н. э.[17]